# Estación de Nervión

Plano de la Línea 1

Plano de la T1 (Metrocentro)

Nervión es una estación de la Línea 1 del Metro de Sevilla situada en la Avenida de Eduardo Dato, en el cruce con las Avenidas San Francisco Javier y Luis de Morales, en plena zona comercial del barrio de Nervión y contigua al Ramón Sánchez Pizjuán, estadio del Sevilla FC. En días de partido, Metro de Sevilla pone en marcha un operativo especial para reforzar el servicio en las estaciones de Nervión y Gran Plaza.
Posee dos bocas de acceso, una en la acera de los números pares y otra en la de los impares, un tercer acceso permanecerá cerrado y será usado como salida de emergencia.
Cuenta con ascensores para personas de movilidad reducida, escaleras mecánicas, venta de billetes y sistema de evacuación de emergencia. El sistema de billetaje utiliza tecnología sin contacto en todas sus estaciones, y cualquier título de viaje podrá ser adquirido en la estación tanto de forma manual como automática.
La estación de Nervión fue una de las primeras estaciones del Metro de Sevilla en ser construida. Al igual que todas las construidas durante esa época, cuenta con andenes laterales y un diseño similar a las estaciones de los metros de Madrid y Barcelona.

## Accesos
- Ascensor Av. de Eduardo Dato, 22 (Esquina Av. de San Francisco Javier)
- Eduardo Dato  Av. de Eduardo Dato, 22. (Esquina Av. de San Francisco Javier)
- Eduardo Dato Av. de Eduardo Dato, 57 (Esquina calle Santo Domingo de la Calzada)
- Av. de Eduardo Dato, 28. (Esquina calle Palacio Valdés)

## Líneas y correspondencias

### Servicios de metro
| << cabecera | < estación   | línea | estación > | cabecera >>       |
| ----------- | ------------ | ----- | ---------- | ----------------- |
| Ciudad Expo | San Bernardo |       | Gran Plaza | Olivar de Quintos |

## Conexiones

### Tranvía (Metrocentro)
La línea T1 de tranvía, llamada Metrocentro, hace correspondencia con esta estación en su parada de Eduardo Dato, situada a 120 metros de distancia, en la avenida San Francisco Javier, a pocos metros del cruce con la avenida Eduardo Dato, de donde toma su nombre. 
| << cabecera | < parada             | línea | parada >        | cabecera >>     |
| ----------- | -------------------- | ----- | --------------- | --------------- |
| Plaza Nueva | San Francisco Javier | T1    | Luis de Morales | Luis de Morales |

### Autobuses urbanos
| N.º de parada | LÍNEA | Trayecto                            | Zona        |
| ------------- | ----- | ----------------------------------- | ----------- |
| 801           | 28    | Prado San Sebastián > Parque Alcosa | Radial este |
| 801           | 29    | Prado San Sebastián > Torreblanca   | Radial este |
| 137           | 32    | Polígono Sur > Ponce de León        | Radial sur  |
| 137           | B3    | Gran Plaza > Santa Clara            | Barrios     |
| 137           | B4    | Gran Plaza > Torreblanca            | Barrios     |
| 137           | C2    | Circular exterior >>                | Circular    |
| 192           | 5     | Santa Aurelia > Puerta Triana       | Transversal |
| 192           | 22    | Sevilla Este > Prado San Sebastián  | Radial este |
| 192           | 29    | Torreblanca > Prado San Sebastián   | Radial Este |
| 192           | A4    | Rochelambert > Prado San Sebastián  | Nocturna    |
| 757           | C1    | << Circular exterior                | Circular    |
| 189           | 5     | Puerta Triana > Santa Aurelia       | Transversal |
| 189           | 22    | Prado San Sebastián > Torreblanca   | Radial este |
| 189           | 32    | Prado San Sebastián > Sevilla Este  | Radial este |
| 189           | A4    | Prado San Sebastián > Rochelambert  | Nocturna    |

### Autobuses interurbanos
| LÍNEA | Trayecto           | Zona |
| ----- | ------------------ | ---- |
| M-121 | Alcalá de Guadaira | B    |

- Carril bici y aparcamiento para bicicletas.